# Hermonassa ferruginea
Hermonassa ferruginea là một loài bướm đêm trong họ Noctuidae.